# Lejos de Casa
Lejos de Casa es una canción del grupo argentino de heavy metal Rata Blanca, editada para su EP El Libro Oculto en 1993. Esta canción es una de las últimas grabadas en la voz de Adrián Barilari antes de su alejamiento de la banda en ese mismo año. También se hizo un videoclip en donde se ve a la banda en diferentes partes de España. 
El 13 de mayo de 2013, en el estadio Malvinas Argentinas, la banda interpretó en su totalidad los álbumes Rata Blanca y El Libro Oculto, dando así un épico concierto e interpretando la canción con un sonido muy similar a la de estudio.
La canción no es muy común en los recitales de la banda.